# Sjeverni polarni bazen (Mars)
Sjeverni polarni bazen, poznatiji kao bazen Borealis, veliki je bazen na sjevernoj hemisferi Marsa koji pokriva 40% Marsa. Neki su znanstvenici postulirali da je bazen formiran tijekom udara jednog, velikog tijela otprilike 2% mase Marsa, promjera oko 1.900 km (1200 milja). Međutim, IAU trenutno ne prepoznaje bazen kao udarni bazen. Bazen je jedno od najravnijih područja Sunčevog sustava i ima eliptični oblik. Chryse Planitia, mjesto slijetanja Vikinga 1, zaljev je koji se otvara u ovaj bazen. 

## Velike regije unutar bazena Borealis[1]
Budući da bazen Borealis pokriva 40% površine Marsa, i veći dio sjeverne hemisfere, u njemu se nalaze mnoge trenutno priznate regije Marsa: 
- Acidalia Planitia
- Arcadia Planitia
- Planum Boreum
- Utopia Planitia
- Vastitas Borealis

## Udar

### Formiranje bazena Borealis
Jedno od mogućih objašnjenja niske, ravne i relativno slobodne topografije bazena jest da je bazen formiran jednim velikim udarom. Dvije simulacije mogućeg udara ocrtale su profil sudara: mala brzina - 6 do 10 km u sekundi - kosi kut i promjer od 1,600–2,700 km. Topografski podaci Mars Global Surveyora usklađeni su s modelima i također sugeriraju da eliptični krater ima srednje linije duljine 10.600 km i 8.500 km, centrirane na 67°N 208°E / 67°N 208°E, premda su to djelomično sakrile kasnije vulkanske erupcije koje su stvorile Tharsis izbočinu duž njegovog ruba. Postoje dokazi i za sekundarni obruč. Zbog toga bi Sjeverni polarni bazen bio daleko najveći krater u Sunčevom sustavu, otprilike četiri puta više od promjera sljedećih najvećih kratera: Utopia Planitia, koji je uronjen unutar sliva Sjevernog Polarnog pola, Južnog pola-Aitkenskog bazena na Mjesecu, i Hellas Planitie na Marsovoj južnoj polutki.
Taj bi udar doveo do značajnog topljenja kore i općeg porasta stope stvaranja kore u razdoblju od 40 milijuna godina nakon udara. Ovako velik utjecaj mogao bi poremetiti plašt, mijenjati normalne konvekcijske struje i uzrokovati uzlazne struje koji dodatno povećavaju količinu taljenja na mjestu udara. Sveukupno, takav bi događaj zapravo povećao brzinu hlađenja Marsove unutrašnjosti. Manjak magnetskih anomalija uočenih na sjevernoj hemisferi može se objasniti takvim utjecajem, jer bi proizvedeni udarni valovi mogli demagnetizirati koru.  

### Potencijalna formacija Fobosa i Deimosa preko Borealisova udara
Podrijetlo Marsovih satelita, Fobosa i Deimosa (na slici desno), nepoznato je i ostaje kontroverzno. Jedna teorija je da su mjeseci zarobljeni asteroidi. Međutim, mjesečeve blizu kružne orbite i malog nagiba u odnosu na Marsovski ekvator nisu u skladu s hipotezom zarobljavanja. Otkrivanje minerala na Fobosu sličnih onima u marsovskoj litosferi i neobično niska gustoća i velika poroznost Fobosa, tako da se ne bi očekivalo da će mjesec ostati dinamičan, ako se dinamički zarobi, mjesec bi mogao nastati pomoću akrecije u Marsovoj orbiti, slično načinu na koji je nastao Zemljin Mjesec. 
Dok procjene mase koju izbacuje velik utjecaj veličine Borealisa razlikuju se, simulacije sugeriraju da je tijelo veličine oko 0,02 Marsa (~ 0,002 Zemljine mase) sposobno proizvesti znatan disk prašine u marsovskoj orbiti, reda 5x1020  kg, s tim da značajan udio materijala ostaje blizu Marsa. Ta se brojka nalazi unutar procijenjenog raspona mase potrebnog za formiranje dviju mjeseci, jer drugi podaci sugeriraju da samo 1% mase akrecijskog diska uspješno tvori satelite. Na Marsu se nalazi nekoliko drugih velikih bazena za udar koji su mogli izbaciti dovoljno krhotina u obliku mjeseca. 

## Drevni tsunami
Analizom podataka letjelice Mars Global Surveyor pronađena su nalazišta minerala sličnih terminalnim moranama na Zemlji duž južnog ruba sjeverne nizine. Znanstvenici su razvili nekoliko teorija kako bi objasnili njihovu prisutnost, uključujući: vulkansku aktivnost, ledenjačku aktivnost i niz marsovskih tsunamija. Raspored ležišta podsjeća na naslage uočene u nedavnim događajima tsunamija na Zemlji, a ostale značajke ležišta nisu u skladu s vulkanskim i glacijalnim hipotezama.  U nedavnoj istrazi utvrđene su tri kratere udara u Acidalia Planitiu kao vjerojatni izvor hipotetičkog tsunamija, s tim da je krater Lomonosov (na slici desno) najvjerojatniji kandidat. Ovdje bi tsunami stvoren udarcem postigao visinu od 75 m i putovao 150 km mimo južnog ruba. Tehnike datiranja daju porijeklo ležišta negdje između razdoblja kasnog Hesperijanskog i ranog Amazonijskog doba, prije otprilike 3 milijarde godina, dokazujući prisustvo oceana u ovom razdoblju.